# Ерёмино (сельское поселение Шеметовское)
Ерёмино — село в Сергиево-Посадском районе Московской области, в составе муниципального образования Сельское поселение Шеметовское (до 29 ноября 2006 года входила в состав Марьинского сельского округа).

## Население
| 2002 | 2006 | 2010 |
| ---- | ---- | ---- |
| 11   | ↘10  | ↘4   |

## География
Ерёмино расположено примерно в 22 км (по шоссе) на северо-запад от Сергиева Посада, в междуречье реки Вели и её левого притока Пульмеши, высота центра деревни над уровнем моря — 253 м. Деревня связана автобусным сообщением с райцентром и соседними населёнными пунктами.